# Alexis Tagbino
Alexis Aly Tagbino (ur. 17 października 1972 w Guéckédou) – gwinejski duchowny katolicki, biskup Kankanu od 2021.

## Życiorys

### Prezbiterat
Święcenia kapłańskie przyjął 2 marca 2003 i został inkardynowany do diecezji Kankan. Przez kilka lat pracował jako wikariusz, zaś po odbytych w Rzymie studiach został mianowany wykładowcą i ekonomem seminarium w Konakry, a następnie kanclerzem kurii.

### Episkopat
23 grudnia 2016 został mianowany przez papieża Franciszka biskupem pomocniczym diecezji Kankan ze stolicą tytularną Cuicul. Sakrę biskupią przyjął 26 lutego 2017 z rąk ordynariusza Kankanu Emmanuela Félémou.
20 listopada 2021 został mianowany ordynariuszem diecezji Kankan. 